# Генгітль
Генгітль (ісл. Hengill) — це вулкан на південному заході Ісландії, на південь від рівнини Тінгветлір, включеної до Світової спадщини ЮНЕСКО. В вулканології цю територію також називають Генгітльським трійником, оскільки тут сходяться рифтова зона Рейк'янес з Ісландською західною вулканічною зоною (англ. Western Volcanic Zone), які обидві стикаються з Південноісландською зоною сейсмічної трансформації (англ. South Icelandic seismic transform Zone).
Вулкан досі активний з огляду на численні джерела термальних вод та фумароли, однак останнє виверження сталось бл. 2000 років тому.
Вулканічна система має важливе значення для енергосистеми Ісландії, оскільки тепло її термальних вод використовується для виробництва тепла та електроенергії на геотермальній станції Нес'явелір.

## Вулканічна система

### Територія
Вулканічна система Генгітль займає площу довжиною до 100 км та шириною від 3 до 16 км, починається від Сельвогур та закінчується під льодовиком Лаунгйокутль. В разі, якщо вважати цю вулканічну систему частиною півострову Рейк'янес, вона є найважливішою на ньому.

### Історія вивержень
З часу останнього льодовикового періоду (бл. 10 000 років тому) на території Генгітлю є свідчення чотирьох вивержень. Всі вони відбувались на північній частини вулканічної системи. Однак під час останнього виверження бл. 2000 років тому утворились також і острови на озері Тінґватляватн на схід від вулкана, в тому числі найбільший острів на озері — Сандей. Також є джерело лавового поля біля Нес'явелір, т. зв. Нес'яраун.
Територія і досі є вулканічно активною з огляду на численні джерела термальних вод та фумароли. Так приблизно в Іннстілалур між Генгітлем і Ск'ярдмьюрарф'ятлем (ісл. Skarðsmýrarfjall) знаходиться одне з найбагатших джерел пари в країні, яке використовує найбільша геотермальна станція в світі в Хетлісхейді.
Між 1994 та 2002 роками в Генгітльському трійнику було зафіксовано аномально високу кількість землетрусів, а дані вимірів GPS зафіксували значущі зміни (вигини) між двома вулканічними системами, що раніше також відносили до Генгітля. Однак ці ознаки підйому магми після 2002 року по цей час більше не спостерігались.

### Суміжні вулканічні системи
Зі сходу до вулканічної системи Генгітль примикають дві старші вулканічні системи, які раніше вважались частиною Генгітля — з північного сходу ісл. Hrómundartindur на Хетлісхейді. Маленьке містечко Кверагерді з його геотермальними джерелами лежить бл. в 10 км на схід від Генгітля на території вулкана Гренсдалур (ісл. Grensdalur).
На півострові Рейк'янес до системи Генгітль з південного сходу примикає Бренністейнф'єтль. Виходи термальних вод з цих двох систем подекуди розташовані на відстані всього 1—2 км один від одного.

## Гірський масив Генгітль
Витягнутий з південного заходу на північний схід гірський масив Генгітль, що одночасно є центральним вулканом однойменної вулканічної системи, лежить на південний захід від озера Тінґватляватн. Це є найвищі гори поблизу столиці країни Рейк'явіку. Найвища вершина масиву Скеггі має висоту 803 м.н.м.
Генгітль є туєю, яка значною мірою утворилась під час льодовикового періоду під льодовиком та переважно складається з палагоніту. Його оточують кряжі з палагонітової та кульової лави. Найбільш верхні шари з олівінового базальту. Нещодавні дослідження показують, що гора виникала протягом двох льодовикових періодів: нижня частина походить ймовірно з передостаннього льодовикового періоду (Ріссу), а верхня складається з результатів підльодовикових вивержень в останній період похолодання (останній льодовиковий період). На дочірній вершині Слегг'ятакож є виходи ріоліту.
Територія з горами та гарячими джерелами є популярним туристичним напрямком, тут прокладено багато туристичних маршрутів.

## Галерея

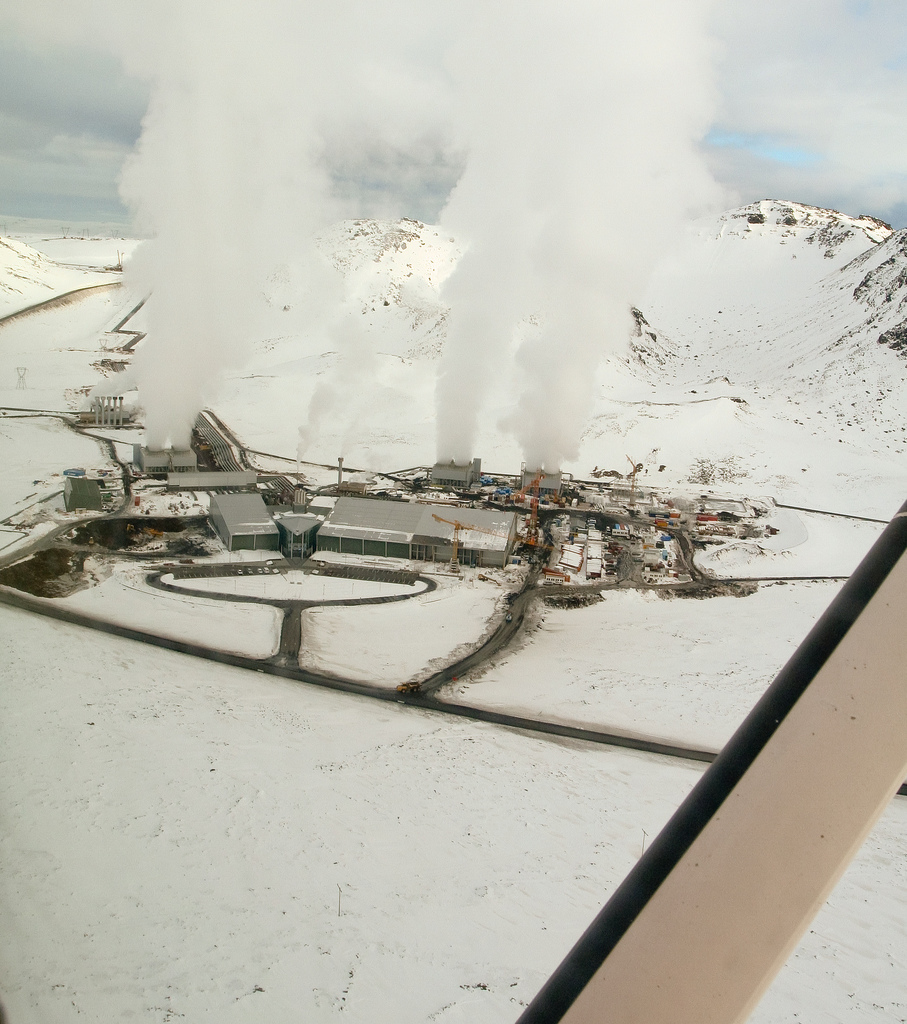
Геотермальна станція Хетлісхейді
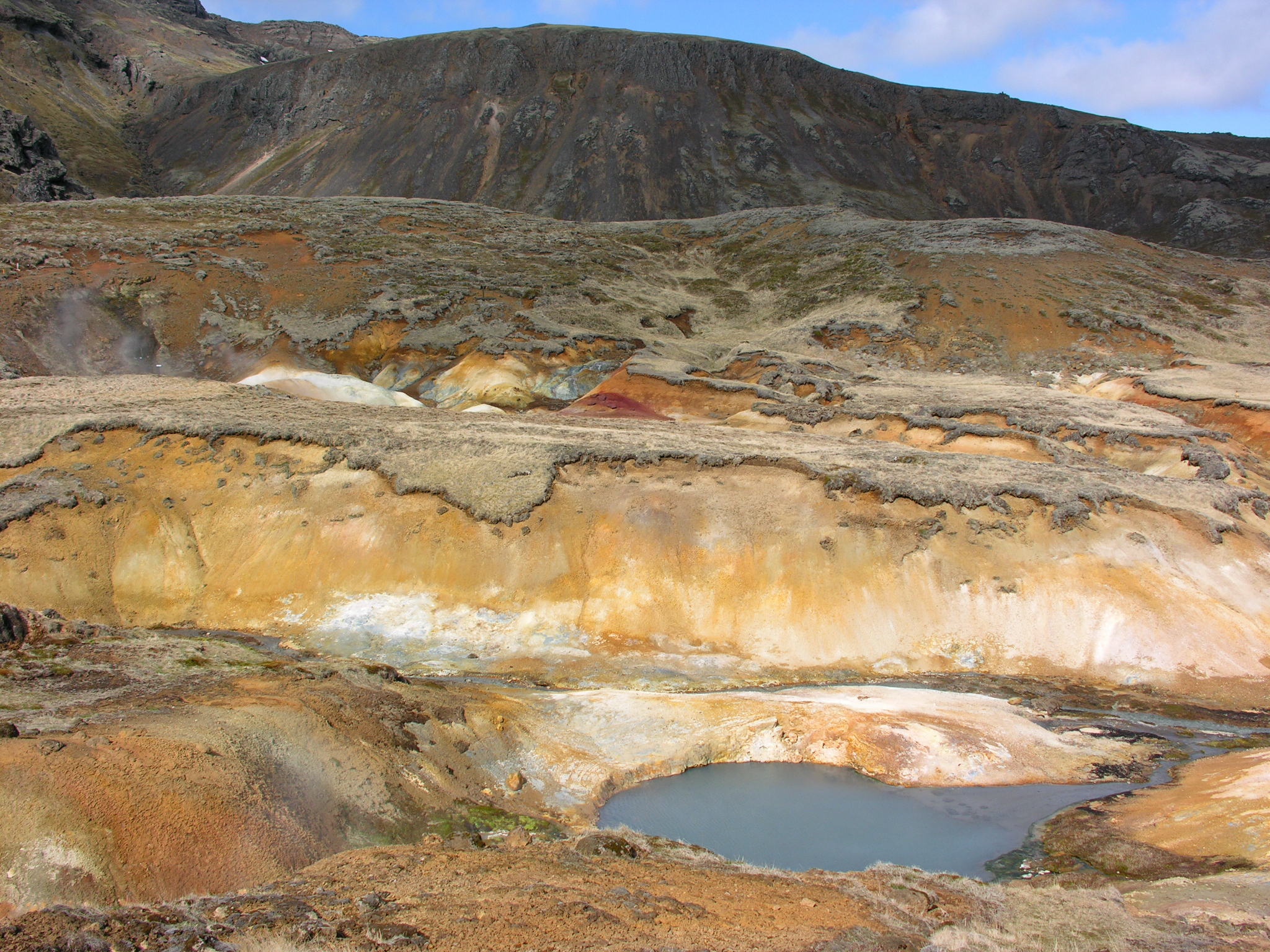
Геотермальне поле на Генгітлі
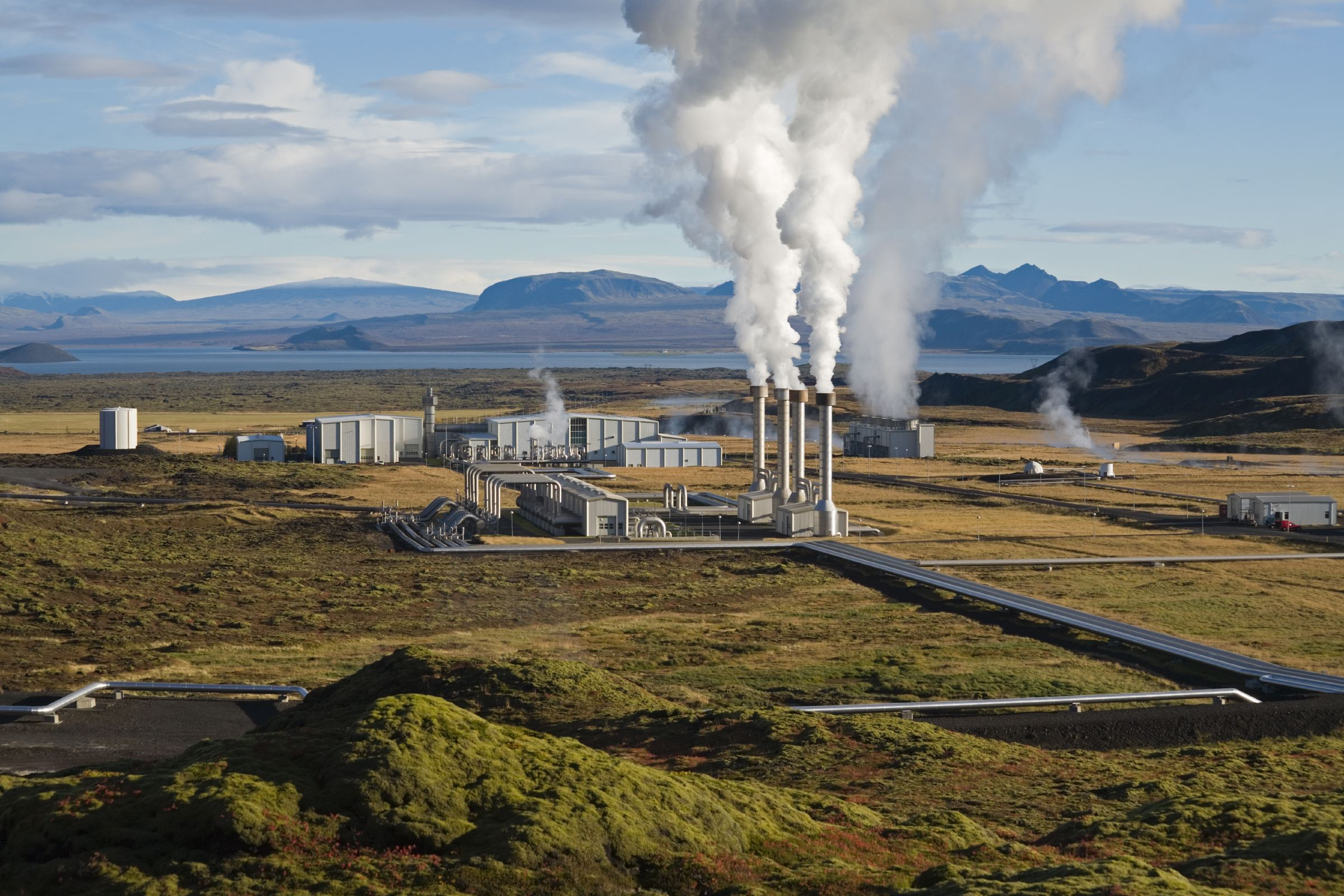
Геотермальна станція Нес'явелір
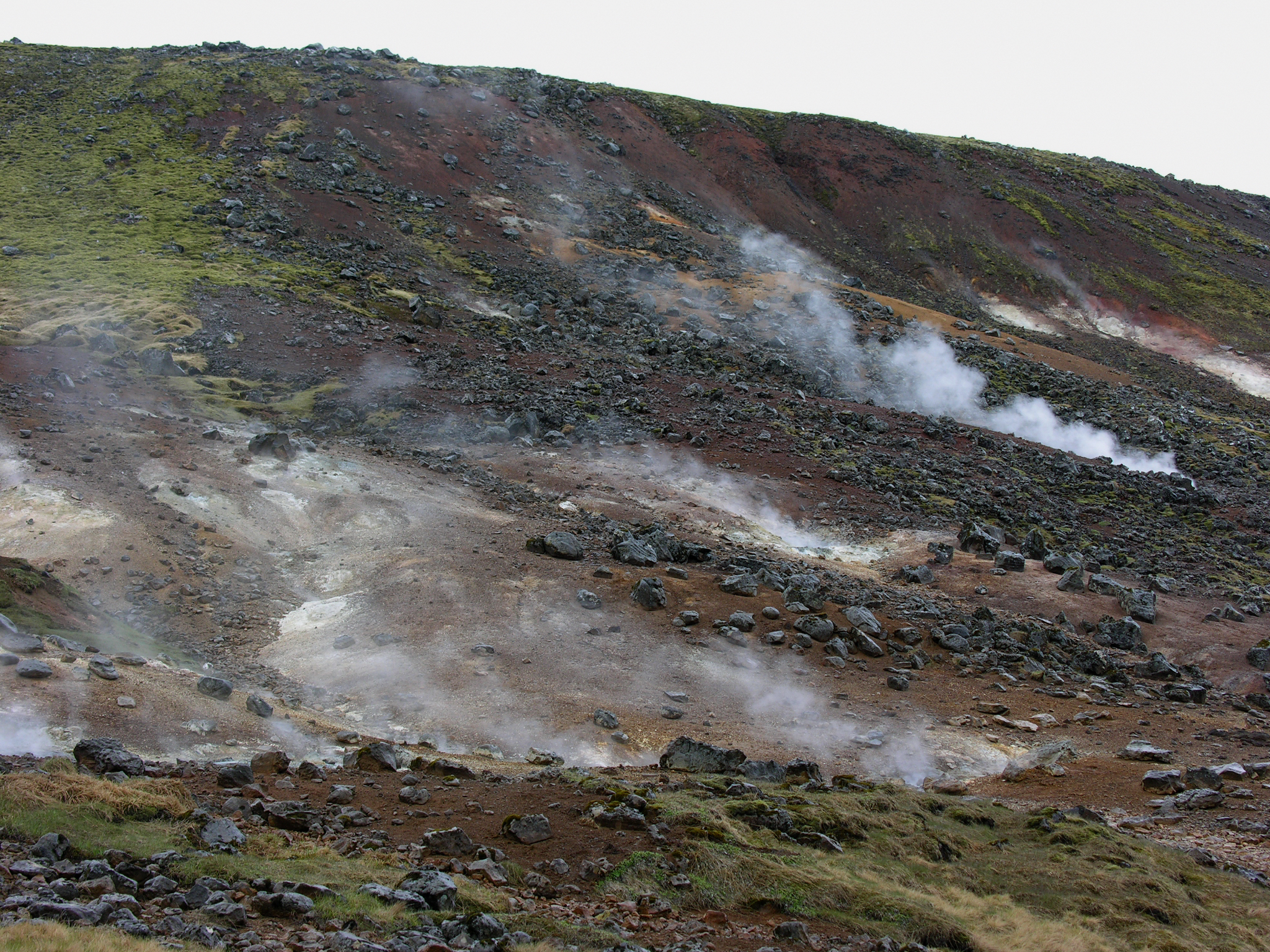
Фумароли на Генгітлі
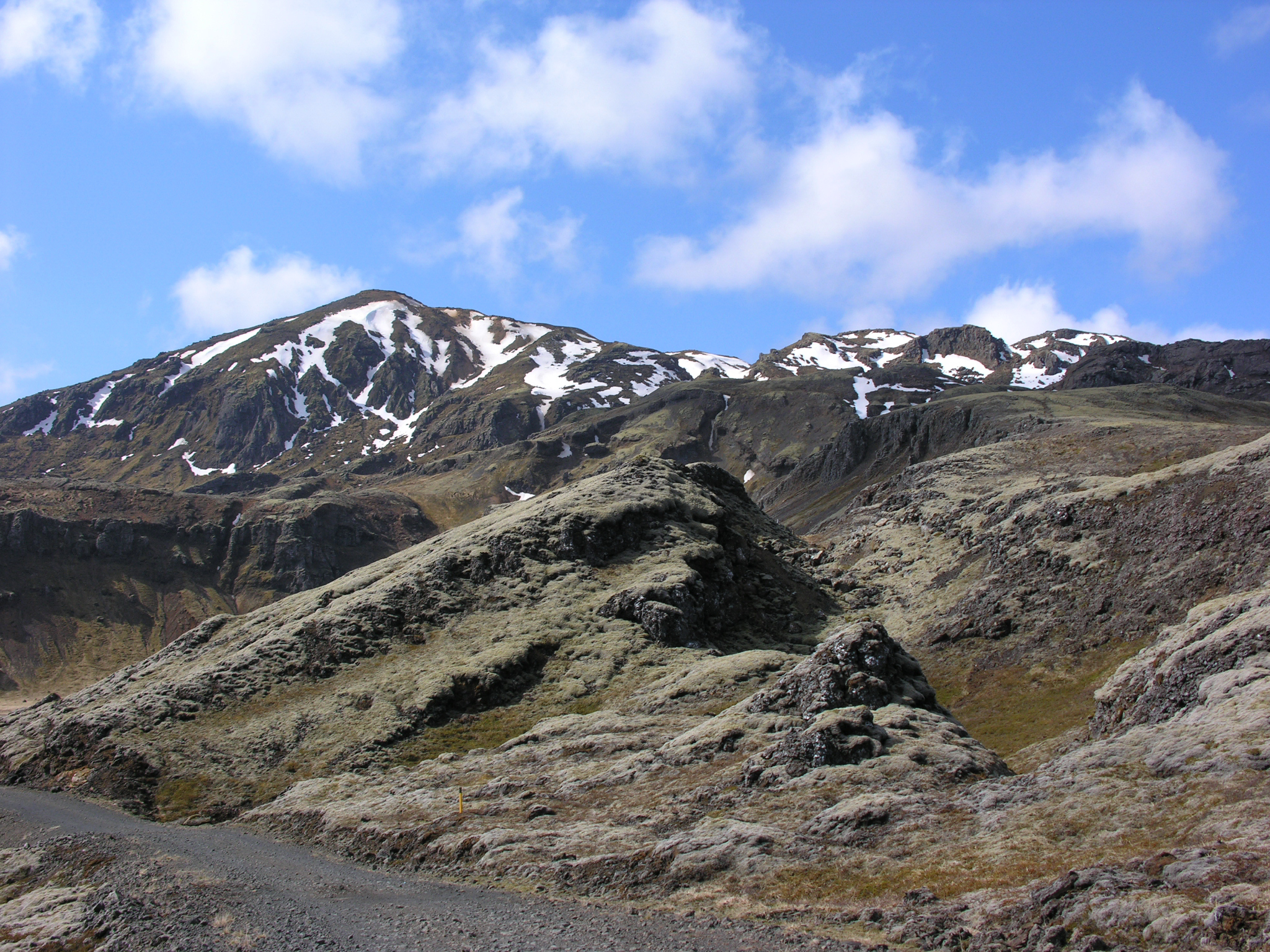
Генгітль зі сходу